# Département de Río Grande
Le département de Río Grande (en espagnol : departamento de Río Grande) est une subdivision territoriale de la province de Terre de Feu, Antarctique et Îles de l’Atlantique Sud, à l'extrémité sud de l'Argentine. Il occupe le secteur nord de la partie argentine de la grande île de la Terre de Feu. Ses côtes donnent sur l'océan Atlantique. Au sud du département se trouve le département de Tolhuin et à l'ouest se trouve la frontière avec le Chili. Aucun texte de loi n'a désigné de chef-lieu pour ce département, mais la ville de Río Grande remplit ce rôle. Jusqu'au 27 octobre 2017, le territoire de l'actuel département de Tolhuin faisait partie du département de Río Grande.
Le département s'étend depuis l'embouchure orientale du détroit de Magellan (au nord) jusqu'à la limite avec le département de Tolhuin (au sud) vers le parallèle 54° 11′ 18.769″ S ; et, depuis la frontière avec le Chili à l'ouest (méridien 68° 36′ 38″ O) jusqu'à la côte sur la mer d'Argentine (à l'est). Il couvre une superficie totale de 12 181 km2.
Cette zone est formée par le prolongement du plateau de Patagonie (es), au relief plat, aves des collines basses et arrondies, dépourvues de végétation arboricole. Ses champs sont adaptés à l'élevage de moutons et de grands établissements ruraux (estancias) y ont été organisés. Du gaz naturel et du pétrole sont extraits.
Les frontières du département ont été fixées par le décret territorial no 149 du 8 avril 1970, modifié le 27 octobre 2017.

## Localités
- Río Grande
- San Sebastián

## Démographie
- Recensement de 1991: 39816 habitants (INDEC) ;
- Recensement de 2001: 55131 habitants (INDEC), dont 48,7% de femmes et 51,3% d'hommes ;
- Recensement de 2010: 70042 habitants (INDEC)[3].